# Phacelia heterophylla
Phacelia heterophylla là loài thực vật có hoa trong họ Mồ hôi. Loài này được Pursh miêu tả khoa học đầu tiên năm 1814.